# Демчишен Василь Васильович
Демчишен Василь Васильович (нар. 15 травня 1956, Коржівці, Деражнянський район, Хмельницька область) — український політик. Народний депутат України 5-го скликання з кінця травня 2006 року. Обраний від Партії регіонів.
Народний депутат України 6-го скликання з 26.04.2010 р. Обраний від Партії регіонів (№ 205).

## Життєпис
Народився: село Коржівці,  Деражнянський район, Хмельницька область.
1978 - 1978 роки – Кабінет безпеки, Житомирський облміськпром, на посаді інженера-конструктора другої категорії. Проходив службу в радянській армії з 1978 по 1980 роки.
З 1980 по 1988 роки працював на Хмельницькому заводі «Нева», на посаді інженера-технолога, начальника бюро відділу головного механіка, начальника бюро обладнання.
1988 - 1990 роки – Держприймання, підприємницьке об'єднання «Термопластавтомат», на посаді представника.
З 1990 по 1992 роки працював у Хмельницькій міській раді, на посаді інструктора, організаційно-інспекторський відділ, а також на посаді консультанта.
1992 - 2002 роки – Хмельницька обласна рада, на посаді консультанта, завідувача організаційного відділу, керівника справами - заступника керівника виконавчого апарату, керівника секретаріату. Хмельницька обласна державна адміністрація, на посаді заступника завідувача організаційного відділу, заступника керівника апарату, завідувача організаційного відділу.
2002 - 2002 роки – Адміністрація Президента України, на посаді головного консультанта та інспектора (Головне управління: організаційно-кадрова політика).
2002 - 2005 роки – Служба Прем’єр-Міністра України, на посаді заступника керівника.
09.2006-11.2007 роки – обраний народним депутатом Верховної Ради України V скликання. Партія Регіонів, член фракції.
11.2007 - 12.2012 рр – народний депутат України VI скликання. Член фракції Партії регіонів.